# Bulbophyllum tricorne
Bulbophyllum tricorne là một loài phong lan thuộc chi Bulbophyllum.